# Casella (Riccò del Golfo di Spezia)
Casella è una frazione del comune di Riccò del Golfo di Spezia nella bassa Val di Vara, in Liguria.

## Storia
Si hanno poche notizie riguardanti Casella durante il periodo medievale: il soprastante Santuario di San Gottardo venne costruito tra il 1640 e il 1650 sulle rovine di un grande edificio; questo dettaglio fece pensare ad alcuni che sulla collina fosse presente un castello. La storia del borgo è strettamente legata al vicino paese di Valdipino: assieme ad esso acquistò l'autonomia dalla parrocchia di Ponzó e da Corvara, per quanto riguarda il civile, nel 1454. Venne quindi dominata dagli Este, dai Vescovi di Luni, dalla famiglia Malaspina, da  Nicolò Fieschi durante il suo breve feudo e dalla repubblica di Genova. 
Nel 1804 il comune di Valdipino verrà sciolto e aggregato al comune di Riccò del Golfo: Casella, frazione appunto di Valdipino, passò anch'essa sotto Riccò. 
Nel 1943 venne costruito dai soldati italiani il primo acquedotto pubblico.

## Monumenti e luoghi d'interesse

### Architetture religiose
- Santuario di San Gottardo, edificato sulle vestigia di quello che fu forse un castello, tra il 1640 e il 1650;
- Cappella di San Cipriano, nel centro del paese.